# Komagane
Komagane (駒ヶ根市, Komagane-shi) est une ville située dans la préfecture de Nagano, sur l'île de Honshū, au Japon.

## Géographie

### Situation
Komagane est située dans le sud de la préfecture de Nagano.

### Démographie
En octobre 2021, la population de la ville de Komagane était de 31 653 habitants, répartis sur une superficie de 165,86 km2.

### Hydrographie
La ville est traversée par le fleuve Tenryū.

## Histoire
La ville de Komagane a été créée en 1954 de la fusion des anciens bourgs d'Akaho et Miyata et des anciens villages de Nakasawa et Ina.

## Éducation
L'université d'infirmières de la préfecture de Nagano se trouve à Komagane.

## Transports
La ville est desservie par la ligne Iida de la JR Central.

## Jumelage
La ville est jumelée avec Pokhara au Népal.